# Welchiodendron longivalve
Welchiodendron longivalve är en myrtenväxtart som först beskrevs av Ferdinand von Mueller, och fick sitt nu gällande namn av Peter G.Wilson och John Teast Waterhouse. Welchiodendron longivalve ingår i släktet Welchiodendron och familjen myrtenväxter. Inga underarter finns listade i Catalogue of Life.